# Станіслав Кочелек
Станіслав Кочелек (пол. Stanisław Kociołek; 3 травня 1933, Варшава, Польська Республіка — 1 жовтня 2015, Варшава, Польща) — польський партійний і державний діяч, член Політбюро ЦК ПОРП, заступник голови Ради Міністрів ПНР. Вважається одним із керівників військового придушення робітничих протестів грудня 1970 року на Балтійському узбережжі. Отримав за це прізвисько «Кривавий казанок». У 1980—1982 роках — перший секретар Варшавського комітету ПОРП, один із лідерів «партійного бетону», непримиренний противник Солідарності. Після зміни суспільно-політичного ладу притягнуто до судової відповідальності, виправданий за браком доказів. Помер незабаром після скасування виправдувального вердикту до початку повторного процесу.

## Партійна кар'єра
Народився у сім'ї залізничного службовця у Варшаві. Після визволення Польщі від німецької окупації закінчив загальноосвітню школу. У 1951—1952 роках працював шкільним учителем у місті Ілава. У 1957 році закінчив філософський факультет Варшавського університету за спеціальністю соціолога. У 1956—1958 роках був секретарем університетського комітету урядуючої компартії ПОРП.
У 1958—1960 роках — перший секретар Варшавського комітету Союзу соціалістичної польської молоді (ССМ) («комсомол ПОРП»), у 1960—1963 роках був секретарем ЦК ССМ. З 1961 року — член ЦК ПОРП. У 1962—1967 роках — член Центральної ради профспілок Польщі. З травня 1965 до лютого 1972 року — депутат Сейму.
У 1963—1964 роках — перший секретар районного комітету ПОРП Варшава-Центр. У 1964—1967 роках — перший секретар Варшавського комітету ПОРП. У грудні 1967 року переведено до Гданська, де до липня 1970 року очолював воєводський комітет ПОРП. У листопаді 1968 року кооптовано до складу Політбюро ЦК ПОРП. З кінця червня до кінця грудня 1970 року обіймав посаду заступника голови Ради Міністрів ПНР. Був наймолодшим членом партійного керівництва. З грудня 1970 року до лютого 1971 року — секретар ЦК ПОРП.

## Грудневі події
У грудні 1970 року через оголошене підвищення цін почалися робітничі протести на Балтійському узбережжі. Кочелека направлено до Гданська у складі спеціально створеного місцевого координаційного штабу. Поряд із ним до штабу входили заступник міністра оборони генерал Гжегож Корчинський (начальник), перший секретар Гданського воєводського комітету ПОРП Алоїз Каркошка, заступник міністра внутрішніх справ генерал Генрик Слабчик, комендант громадянської міліції Гданського воєводства полковник Роман Кольчинський. Завданням штабу було керівництво діями силових структур для «нормалізації ситуації». Як член цієї структури Кочелек віддав директиву ввести у Гдиню війська для охорони партійно-державних об'єктів.
16 грудня 1970 року Кочелек виступив на телебаченні та закликав страйкарів повернутися на робочі місця. Поява на телеекрані зробило його публічною особою партійно-державного насильства (хоча рішення приймав молодший член Політбюро). За деякими свідченнями він дав генералу Корчинському санкцію відкрити вогонь на ураження (документальних підтверджень цьому згодом виявити не вдалося).
17 грудня 1970 року дорогою на підприємства робітники зазнали обстрілу. У Гдині 17 грудня загинуло 13 осіб, а загалом 15 — 18 грудня у містах Балтійського узбережжя — 44 особи, поранення отримали понад 1100 осіб.
Кровопролиття призвело до зміни керівництва ПОРП і ПНР. Новий перший секретар ЦК Едвард Герек усунув найбільш скомпрометованих діячів. Поряд із колишнім першим секретарем Владиславом Гомулкою та секретарем з ідеології Зеноном Клишко, Кочелека знято з керівних посад, виведено зі складу ЦК, Секретаріату та Політбюро, а також позбавлено мандата депутата Сейму ПНР. Однак він, на відміну від Гомулки та Клишка, залишився на державній службі, перейшовши до системи МЗС ПНР.
У 1971—1978 роках обіймав посаду посла ПНР у Бельгії та Люксембурзі. У 1978—1980 роках очолював Центральну раду кооперативних спілок. З червня до листопада 1980 року — посол у Тунісі.

## «Бетонний» секретар
Наприкінці 1980 року, на тлі найгострішої політичної кризи, Кочелека повернено до керівництва ПОРП. Його не введено у Політбюро, Секретаріат чи апарат ЦК, але він знову обійняв посаду першого секретаря Варшавського комітету ПОРП (змінив Алоїзія Каркошку). Ініціатива цього призначення виходила від нового першого секретаря ЦК Станіслава Кані, який різко змінював кадрову політику Герека та розраховував на варшавський досвід Кочелека середини 1960-х років. Однак, з низки відгуків, Кочелек не виявляв на посаді великої активності — на практиці партійне управління столицею здійснював секретар комітету Генрік Шабляк.
Станіслав Кочелек, поряд із Мирославом Мілевським, Тадеушем Грабським, Стефаном Ольшовським, Анджеєм Жабинським, був одним із лідерів «партійного бетону» — догматичного крила ПОРП, найближчого до позицій керівництва КПРС. Опорою Кочелека був досить численний у столиці партапарат, ідеологічні функціонери (журналісти, лектори, викладачі), армійські та міліцейські чини, ветерани ПРП/ПОРП. За активної участі Кочелека було створено «клуб партійної творчої інтелігенції» Варшава 80 — одна з найагресивніших організацій «бетону» (поряд із KFP у Катовицях, RSK у Щецині, PFK у Познані, KZMP у різних містах). Заступався Кочелек і за націонал-комуністичну організацію «Грюнвальд». Тісно взаємодіяв зі стрижневою структурою «бетону» — клубами «Реальність» і «сірим кардиналом „бетону“» Ришардом Гонтажем.
Перший секретар Варшавського комітету ПОРП виступав за встановлення військово-партійної диктатури та репресії проти Солідарності — підтверджуючи негативну репутацію, яку він отримав у грудні 1970 року. Під час Бидгощської кризи Кочелек пропонував закрити у Польщі всі газети, крім органів ПОРП. Підтримував контакти з резидентурою КДБ СРСР (саме через нього зондувалася позиція Владислава Гомулки). Здобула популярність фраза Кочелека про необхідність придушити «Солідарність» військовим насильством, навіть ціною «кількох тисяч жертв, які зможуть запобігти морю крові». При цьому Кочелек відрізнявся підкресленою лояльністю навіть до опальних представників номенклатури — своїм розпорядженням він виділив столичну квартиру підвищеної комфортності відставленому сподвижнику Гереку Здзиславу Грудзеню.
Така позиція відкидалася у польському суспільстві, а значною мірою й в урядущій партії. На IX надзвичайному з'їзді ПОРП Кочелек зазнав нищівної поразки при виборах у ЦК, отримавши всього 611 голосів із майже 2000 делегатів. Однак він залишався керівником варшавської парторганізації і після з'їзду посилив курс. На засіданні Варшавського комітету 13 жовтня 1981 року пролунали різкі нападки на голову партії Станіслава Каню за «капітулянтство перед „Солідарністю“ та поступки церкви». Як й інші лідери «бетону», Кочелек вітав прихід на посаду першого секретаря ЦК ПОРП Войцеха Ярузельського — партійна влада генерала означала недвозначний сигнал встановлення воєнного режиму.

## Друге усунення
Незабаром після запровадження воєнного стану було знято з партійної посади (новим першим секретарем Варшавського комітету став Мар'ян Возняк). Взятий курс цілком відповідав уявленням Кочелека, але Ярузельський намагався дистанціюватися від одіозних діячів «бетону». При цьому генерал негативно ставився особисто до Кочелека. Військова спецслужба WSW характеризувала Кочелека як «безініціативного відірваного від життя теоретика, покровителя „канцелярської мафії“, який привів столичну парторганізацію у жахливий стан». Приводом для відставки стали масові протести та зіткнення у Варшаві 1 та 3 травня 1982 року. На першого секретаря поклали провину як на того, хто «не впорався з ситуацією».
У липні 1982 року Кочелека направлено послом у СРСР — що означало почесну форму усунення з польської політики. У 1983 році увійшов до керівництва Товариства польсько-радянської дружби. У 1985 році фактично завершив будь-яку політичну діяльність, хоча до 1989 року залишався головним редактором філософсько-політичного щомісячника «Polish Perspectives».

## Судовий процес
Після зміни суспільно-політичного устрою у Польщі Кочелека притягнуто до відповідальності за участь у грудневих подіях 1970 року. 1995 року разом із Войцехом Ярузельським, Тадеушем Тучапським і ще кількома відставними військовиками постав перед судом.
Захист обвинувачених стверджував, що політичне рішення приймали Гомулка та Клишко, процедура виконання визначилася директивою начальника генштабу генерала Болеслава Хохи, безпосередній наказ відкрити вогонь віддавав генерал Корчинський — тоді як інші воєначальники за обов'язком наказ виконували, а Кочелек лише передавав військові накази політичного керівництва, не прагнучи кровопролиття. Головним винуватцем кровопролиття називався при цьому Гомулка. Сам Кочелек стверджував, ніби не був поінформований про вказівки застосувати зброю, «не бачив причинно-наслідкового зв'язку» між своїми діями та загибеллю людей і покладав відповідальність на Корчинського. Однак він визнав свою «політичну причетність до трагедії».
Ні Гомулки, ні Клишка, ні Корчинського, ні Хохи на час суду давно не було в живих. З цієї причини пункти звинувачення не могли бути докладно прояснені під час судового слідства. Обвинуваченню не вдалося документально довести пряму відповідальність Кочелека у скоєних вбивствах. Суд вважав, що вказівки Кочелека військовикам не містили дослівного наказу вбивства, його озвучена позиція, на відміну від позиції Клишка, не орієнтувала беззастережно на насильство, а телевиступ 16 грудня не обов'язково вело до кровопролиття наступного дня. У 2013 році суд виправдав Кочелека.
Коментатори судового процесу пов'язували даний виправдувальний вердикт (а також м'які вироки військовим командирам, які отримали по 2 роки умовно) з тим, що обвинувачені та їхні адвокати мали можливість використовувати всі легальні способи захисту та затягування процесу. Результатом стали вироки, які у суспільному сприйнятті не відповідали поняттям справедливості.
Прокуратура опротестувала виправдувальний вердикт. У квітні 2015 року Верховний суд Польщі задовольнив прокурорську касацію, скасував рішення нижчої інстанції і направив справу на новий розгляд до суду Гданська. Суддя Томаш Гжегорчик зазначив, що Кочелек знав про те, що відбувається, і не міг не розуміти наслідків своїх дій. Однак Кочелек помер до початку процесу.

## Місце у фольклорі
Попри офіційне виправдання, саме Кочелек — як найбільш публічна постать подій 1970 року — увійшов у політичний фольклор як уособлення тієї розправи:
Krwawy Kociołek, to kat Trójmiasta,

Przez niego giną starcy, niewiasty.

Poczekaj draniu, my cię dostaniem!

Janek Wiśniewski padł.

Ballada o Janku Wiśniewskim
Кривавий Кочелек, кат Триміста,

Через нього гинуть старі та жінки.

Стривай, мерзотник, ми тебе дістанемо

Янек Вишневський упав.
Балада про Янека Вишневського

## Смерть
Кочелек помер 1 жовтня 2015 року. Перша інформація про це, за даними польських ЗМІ, з'явилася у «Газета Виборча» багаторічного дисидента — антикомуніста Адама Міхніка.
Похований на цвинтарі Військові Повонзки у Варшаві. Церемонія мала приватний сімейний характер, проте викликала акцію протесту асоціації Солідарні 2010. Влада Варшави змушена була пояснити, для похорону праху в урні не потрібно їхньої згоди (у цьому прозвучав очевидний натяк на незгоду столичної адміністрації із похованням Кочелека на престижному військовому цвинтарі). У день похорону 7 жовтня 2015 року протестувальники влаштували пікет із фотографіями робітників, убитих у грудні 1970 року.